# Старовірчеська
Старові́рчеська (рос. Староверческая) — станційне селище у складі Мурашинського району Кіровської області, Росія. Входить до складу Мурашинського сільського поселення.
Населення становить 389 осіб (2010, 506 у 2002).
Національний склад станом на 2002 рік — росіяни 91 %.